# بيتر جينارو
بيتر جينارو (بالإنجليزية: Peter Gennaro)‏ هو مصمم رقص أمريكي، ولد في 23 نوفمبر 1919 في ميتايري في الولايات المتحدة، وتوفي في 28 سبتمبر 2000 في نيويورك في الولايات المتحدة.

## وصلات خارجية
- بيتر جينارو على موقع IMDb (الإنجليزية)
- بيتر جينارو على موقع قاعدة بيانات برودواي على الإنترنت (الإنجليزية)
- بيتر جينارو على موقع إن إن دي بي (الإنجليزية)
- بيتر جينارو على موقع قاعدة بيانات الفيلم (الإنجليزية)